# Cotonou-Abkommen
Das Cotonou-Abkommen ist ein völkerrechtlicher Vertrag zwischen der Europäischen Gemeinschaft und den AKP-Staaten, der das besondere Verhältnis (insbesondere günstige Zollkonditionen) der EG mit diesen Staaten regelt, bei denen es sich zum Großteil um ehemalige Kolonien der EU-Mitgliedstaaten handelt. Er bewegt sich im Spannungsfeld zwischen der Handels- und Entwicklungspolitik der EU.
Das Abkommen wurde als Nachfolger des Lomé-Abkommens, welches am 29. Februar 2000 auslief, am 23. Juni 2000 in Cotonou (Benin) unterzeichnet. Es umreißt das zwischenstaatliche Verhältnis der Vertragspartner im Bereich Entwicklungshilfe, Handel, Investition und Menschenrechte und galt bis Dezember 2020. Am 15. April 2021 wurde ein Folgeabkommen zwischen der EU und der Organisation Afrikanischer, Karibischer und Pazifischer Staaten paraphiert.
Im Unterschied zum Vorläufer, dem Lomé-Abkommen, behandelt das Cotonou-Abkommen auch Menschenrechte und Staatsführung. 79 AKP-Staaten sowie die damals 15 Mitgliedsstaaten der Europäischen Union unterschrieben das Abkommen, das 2002 in Kraft trat.
Das Abkommen sieht vor, die unilateralen Handelspräferenzen, die die EU-Verträge unter dem Lomé-Abkommen mit den AKP-Staaten vorsehen, mit wirtschaftlichen Partnerschafts-Abkommen (sog. Economic Partnership Agreements (EPAs)) zu ersetzen, die reziproke Handelspräferenzen vorsehen. Gemäß diesem Vertrag gibt die EU den AKP-Exporten nicht nur freien Zugang zu ihren Märkten, sondern AKP-Staaten werden ihre eigenen Märkte für EU-Exporte frei zugänglich machen müssen. Neben der Reziprozität gilt im Cotonou-Abkommen auch die Differentiation, wodurch die am wenigsten entwickelten Länder anders behandelt werden als die besser entwickelten.
Die Finanzierung der Maßnahmen erfolgt im Wesentlichen aus dem Europäischen Entwicklungsfonds (EEF) und durch Darlehen der Europäischen Investitionsbank. Deutschland ist mit rund 23 % der zweitgrößte Beitragszahler zum EEF nach Frankreich.

## Vorgeschichte
Mit der Unterzeichnung dieses Abkommens setzte sich eine langjährige Tradition der Zusammenarbeit und Partnerschaft zwischen der EG und Ländern der Dritten Welt fort, an deren Beginn 1963 das Yaoundé-Abkommen stand. Auf multilateraler Basis unterstützte damals die EWG mit Mitteln aus dem Europäischen Entwicklungsfonds Projekte vor allem in Afrika, hauptsächlich in den ehemaligen französischen und belgischen Kolonien. Nach dem Beitritt Großbritanniens zur EG wurden 1975 im später mehrmals erneuerten Lomé-Abkommen vormalige britische Kolonien in Afrika, in der Karibik und im Pazifik in die Entwicklungszusammenarbeit einbezogen. Die in der Folgezeit unterzeichneten drei weiteren Lomé-Abkommen garantierten den AKP-Staaten Handelspräferenzen, erleichterten ihren Zugang zum Gemeinsamen Markt bzw. Binnenmarkt und führten einen Preisstabilisierungsmechanismus für bestimmte Produkte ein, dessen Ziel es war, die Exporteinnahmen zu sichern. Zwischen 1975 und 2000 stellte der Europäische Entwicklungsfonds den AKP-Staaten Mittel in Höhe von 40 Mrd. EUR zur Verfügung.
Die am 30. September 1998 unter österreichischem EU-Vorsitz eröffneten AKP-EU-Verhandlungen für ein neues Partnerschaftsabkommen konnten am 3. Februar 2000 positiv abgeschlossen werden. Den Verhandlungen gingen zwei Jahre intensiver Konsultationen voraus, die ausgehend von einem Grünbuch der EK auf breiter Basis geführt wurden.

## Inhalt
Das am 23. Juni 2000 in Cotonou, Benin, von der Europäischen Gemeinschaft und ihren Mitgliedstaaten sowie 77 afrikanischen, karibischen und pazifischen Staaten (AKP-Staaten) unterzeichnete Partnerschaftsabkommen schafft den Rechtsrahmen für eine umfassende zwanzigjährige Partnerschaft zwischen 79 AKP-Ländern, der Gemeinschaft und ihren Mitgliedstaaten, der den Handel, die politischen Beziehungen und die Entwicklungszusammenarbeit einschließt. Das Abkommen ersetzt das am 29. Februar 2000 ausgelaufene Abkommen Lomé IV. Sein Ziel besteht in einer Neuausrichtung der Entwicklungspolitiken auf Strategien zur Linderung der Armut und kombiniert dazu die Bereiche Politik, Handelspolitik und Entwicklungspolitik. In diesem Rahmen stützt sich das neue EG-AKP-Partnerschaftsabkommen auf fünf unabhängige Pfeiler:
1. eine weitreichende politische Dimension,
2. Förderung von Mitbestimmungskonzepten,
3. stärkere Konzentration auf das Ziel der Armutsbekämpfung,
4. Aufbau eines neuen Rahmens für die wirtschaftliche und handelspolitische Zusammenarbeit und
5. Reform der finanziellen Zusammenarbeit.

Die Achtung der Menschenrechte, der Grundsätze der Demokratie und des Rechtsstaats sind wesentliche Bestandteile der Partnerschaft. Für den Fall von Verstößen gegen diese wesentlichen Elemente wurde ein Konsultationsverfahren vorgesehen. Liegt ein besonders dringender Fall vor, so können geeignete Maßnahmen ohne vorherige Konsultation getroffen werden. Das Abkommen sieht ebenfalls eine Verpflichtung zur verantwortungsvollen Staatsführung als wichtige Grundlage der Partnerschaft und ein Konsultationsverfahren in schweren Fällen von Korruption vor.
Darüber hinaus enthält das Abkommen Bestimmungen für einen intensiveren politischen Dialog zwischen den Vertragsparteien zu Fragen, die von beiderseitigem Interesse sind, wie u. a. Waffenhandel und Rüstungsausgaben, Drogenmissbrauch und organisiertes Verbrechen, Friedensförderung und Konfliktprävention. Erstmals findet auch die Frage der Einwanderung in dem Abkommen Berücksichtigung.
Das Abkommen enthält innovative Bestimmungen zur Förderung von Mitbestimmungskonzepten, um die Beteiligung der Zivilgesellschaft, der Wirtschaftsakteure und Sozialpartner zu stärken:
- Bereitstellung von einschlägigen Informationen über das AKP-EG-Partnerschaftsabkommen, insbesondere in den AKP-Staaten,
- Konsultation der Zivilgesellschaft bei Reformen und politischen Maßnahmen im wirtschaftlichen, sozialen und institutionellen Bereich, die von der EU unterstützt werden sollen,
- Vereinfachung der Beteiligung nichtstaatlicher Akteure an der Durchführung von Programmen und Projekten
- geeignete Unterstützung für den Verwaltungsaufbau zugunsten der nichtstaatlichen Akteure
- Förderung der Vernetzung und Verbindungen zwischen den Akteuren

Das zentrale Ziel der neuen Partnerschaft, die Armutsbekämpfung, ist in den allgemeinen Bestimmungen des Abkommens und den für die Entwicklungsstrategien relevanten Bestimmungen festgelegt. Die Kooperationsstrategien berücksichtigen die international vereinbarten Verpflichtungen, einschließlich der Schlussfolgerungen der Konferenzen der Vereinten Nationen und der internationalen Ziele der Entwicklungszusammenarbeit, insbesondere der Strategie des Entwicklungshilfeausschusses der OECD.
Für die Kooperationsstrategien wird in dem neuen Abkommen ein globaler Ansatz vorgeschlagen, bei dem die Ziele und Prioritäten im Vordergrund stehen. Im Gegensatz zum Abkommen von Lomé, das eine genaue Beschreibung der Förderbereiche enthielt, haben die Vertragsparteien beschlossen, die detaillierteren politischen und praktischen Leitlinien in einem vom AKP-EG-Ministerrat zu genehmigendes Kompendium von Referenztexten zusammenzufassen. Diese Referenztexte stellen eine Ergänzung, genauere Ausführung oder Weiterentwicklung der im Haupttext des Abkommens bereits enthaltenen Bestandteile dar. Die Texte können vom AKP-EG-Ministerrat überprüft und geändert werden. Das Kompendium wird je nach Entwicklung des Kooperationsbedarfs aktualisiert. Dieser Ansatz ermöglicht somit ein flexibles Vorgehen, um die einzelnen politischen Leitlinien für die verschiedenen Kooperationsbereiche regelmäßig anzupassen, ohne dass die Bestandteile des Abkommens selbst in Frage gestellt werden. Das Abkommen legt fest, dass die Ziele der AKP-EG-Entwicklungszusammenarbeit mit Hilfe integrierter Strategien zu verfolgen sind, die wirtschaftliche, soziale, kulturelle, umweltpolitische und institutionelle Elemente umfassen, die sich die Akteure in dem betreffenden Land zu eigen machen müssen. Auf diese Weise wird ein einheitlicher Rahmen für die Unterstützung der Entwicklungsstrategien der AKP-Staaten geschaffen und die Komplementarität und Interaktion der einzelnen Elemente gewährleistet.
Folgende thematische und Querschnittsfragen werden systematisch in alle Bereiche der Zusammenarbeit einbezogen:
geschlechterspezifische Aspekte,
Umweltaspekte sowie
Entwicklung der Institutionen und
Ausbau der Kapazitäten.
Diese Bereiche kommen auch für eine Unterstützung durch die Gemeinschaft in Betracht.
Das Abkommen weist dabei dem privatwirtschaftlichen Sektor in den AKP-Staaten eine Schlüsselrolle bei der Erreichung der entwicklungspolitischen Zielsetzungen im Rahmen der Armutsbekämpfung, insbesondere in den Bereichen Produktivitätssteigerung und Förderung der Beschäftigung, zu und sieht dazu Förderstrategien auf Makro-, Meso- und Mikro-Ebene vor. Besonderes Augenmerk wird der Investitionsförderung geschenkt.
Die wirtschaftliche und handelspolitische Zusammenarbeit ist darauf ausgerichtet:
- die harmonische und schrittweise Integration der AKP-Staaten in die Weltwirtschaft zu fördern,
- die Produktions-, Liefer- und Handelskapazitäten zu stärken,
- eine neue Handelsdynamik und Anreize für Investitionen zu schaffen
- die Vereinbarkeit mit den WTO-Regeln zu gewährleisten.

Im Bereich der Handelsfragen einigten sich die EG und die AKP-Staaten darauf, eine WTO-konforme Neuregelung abzuschließen, die die bisherigen einseitigen Marktpräferenzen durch im Jahre 2008 in Kraft tretende, regionale Wirtschaftspartnerschaften ersetzt. Die Verhandlungen dazu sollen 2002 beginnen. In einer Vorbereitungsphase sollen die Märkte stufenweise und asymmetrisch geöffnet werden. Ziel ist es, die günstige Wettbewerbsposition von AKP-Staaten auf dem Binnenmarkt zu erhalten. Für die Interimsregelung, die von 2000 bis 2008 galt, haben die AKP-Staaten und die Gemeinschaft bei der WTO eine Ausnahmegenehmigung (Waivers) beantragt.
Zusätzlich ist eine Zusammenarbeit in folgenden handelsrelevanten Bereichen vorgesehen: Zusammenarbeit in internationalen Foren, Handel in Dienstleistungen, Wahrung der intellektuellen Eigentumsrechte, Wettbewerbspolitik, Standardisierung und Zertifizierung, phytosanitäre Maßnahmen, Handel und Umwelt, Handel und Förderung der grundlegenden Arbeitsnormen, sowie Verbraucherschutz.
Die Zusammenarbeit bei der Entwicklungsfinanzierung wird auf der Grundlage der von den AKP-Staaten auf nationaler und regionaler Ebene festgelegten Entwicklungsziele, -strategien und -prioritäten und im Einklang mit diesen durchgeführt. Sie stützt sich auf folgende Grundsätze:
(a) Förderung der Eigenverantwortung auf allen Ebenen des Entwicklungsprozesses;
(b) Anerkennung der Partnerschaft, die auf beiderseitigen Rechten und Pflichten beruht;
(c) Hervorhebung der Bedeutung von Berechenbarkeit und Sicherheit des Zuflusses der Mittel, die zu sehr günstigen Bedingungen kontinuierlich bereitgestellt werden;
(d) Flexibilität und Anpassung an die Lage jedes einzelnen AKP-Staates und an die Besonderheiten des betreffenden Projekts oder Programms;
(e) Gewährleistung der Effizienz, der Koordinierung und der Konsistenz der Zusammenarbeit.
In Bezug auf die finanzielle Zusammenarbeit wurde daher eine Reihe radikaler Änderungen eingeführt. Die Mittelzuweisungen sollen auf der Grundlage einer Beurteilung nicht nur der Bedürfnisse, sondern auch der Leistungen eines jeden Landes erfolgen. Es wurde ein neues System gleitender Programmierung eingeführt, das es der Gemeinschaft und den Empfängerländern gestattet, ihr Kooperationsprogramm regelmäßig anzupassen. Die Finanzierungsinstrumente werden zusammengefasst und rationeller eingesetzt. So werden alle vom EEF bereitgestellten Mittel über zwei Finanzierungsinstrumente – getrennt nach Zuschüssen und nach Risikokapital bzw. Darlehen für die Privatwirtschaft – vergeben.
Die STABEX- und SYSMIN-Regelungen zur Stabilisierung der Exporterlöse für Agrar- und Bergbauprodukte der AKP-Staaten werden aufgegeben. In Anbetracht der Empfindlichkeit der AKP-Volkswirtschaften für Schwankungen der Ausfuhrerlöse wurde vereinbart, den Folgen solcher Schwankungen Rechnung zu tragen, dies aber in einer weitaus kohärenteren Weise im Rahmen des Programmierungsprozesses und im Hinblick auf die Unterstützung allgemeiner oder sektorieller Reformanstrengungen zu tun.
Für den Zeitraum 2000–2007 sind zugunsten der AKP-Staaten Finanzierungsmittel in einem Gesamtvolumen von rund 25 Mrd. EUR vorgesehen. Die Dotation des 9. Europäischen Entwicklungsfonds (EEF) beziffert sich auf 13,5 Mrd. EUR; dazu kommen 9,9 Mrd. EUR an Restmitteln der vorhergehenden EEF und 1,7 Mrd. EUR aus eigenen Mitteln der EIB.
Das AKP-EG-Partnerschaftsabkommen hat eine Laufzeit von zwanzig Jahren, kann jedoch nach jeweils fünf Jahren überprüft werden. Die Finanzprotokolle werden für einen Zeitraum von jeweils fünf Jahren geschlossen. Einige Bestandteile des Abkommens, wie die Durchführungsverfahren und die Leitlinien für die sektorbezogene Politik werden gegebenenfalls vom EG-AKP-Ministerrat, der normalerweise einmal jährlich tagt, überprüft und angepasst. Dieses neue Konzept soll eine größere Flexibilität und die Anpassung des Kooperationssystems an eine Welt im Wandel ermöglichen. Für die Handelsvereinbarungen ist ein besonderer Zeitplan festgelegt.
Als sogenanntes Gemischtes Abkommen bedarf das Abkommen von Cotonou der Ratifizierung durch die EG-Mitgliedstaaten, weil es Kompetenzbereiche der Europäischen Gemeinschaften und der EG-Mitgliedstaaten umfasst. Ein gleichfalls ratifizierungspflichtiges Internes Abkommen der 15 EG-Mitgliedstaaten, das am Rande des Rates vom 18. September 2000 unterzeichnet wurde, legt die jeweiligen Aufgaben von Kommission und Mitgliedstaaten bei der Programmierung und Durchführung der Hilfe fest und richtet den 9. Europäischen Entwicklungsfonds ein. Ein zweites am 18. September 2000 in Brüssel unterzeichnetes Internes Abkommen über die zur Durchführung des AKP-EG-Partnerschaftsabkommens zu treffenden Maßnahmen und die dabei anzuwendenden Verfahren präzisiert die Bedingungen, unter denen in den unter ihre Zuständigkeit fallenden Bereichen die von den Vertretern der Gemeinschaft im AKP-EG-Ministerrat einzunehmenden gemeinsamen Haltungen festgelegt werden und ermächtigt den Rat, geeignete Beschlüsse gemäß den Artikeln 96 und 97 des AKP-EG-Abkommens zu fassen.
Das AKP-EG-Partnerschaftsabkommen tritt in Kraft, sobald es von allen EU-Mitgliedstaaten und mindestens zwei Dritteln der AKP-Staaten ratifiziert worden ist. Auf Beschluss des AKP/EG-Rates vom 27. Juli 2000 über die ab dem 2. August 2000 anwendbaren Übergangsmaßnahmen sind jedoch die Bestimmungen des Abkommens von Cotonou in der Mehrzahl antizipativ in Kraft getreten, mit Ausnahme der Bereitstellung der finanziellen Ressourcen des 9. EEF.
Für der EU neu beitretende Staaten sieht das Abkommen vor, dass diese aufgrund einer entsprechenden Klausel in der Beitrittsakte ab dem Tag ihres Beitritts automatisch Vertragspartei des Abkommens werden. Sollte eine entsprechende Klausel unterblieben sein, tritt der betreffende Mitgliedstaat durch Hinterlegung einer Beitrittsurkunde beim Generalsekretariat des Rates der EU bei.

## Bedeutung
Mit dem Partnerschaftsabkommen liegt ein zum Abschlusszeitpunkt modernes, umfassendes und vertragliches Instrument der Nord-Süd-Zusammenarbeit vor. Das Abkommen dient der Europäischen Union als ein wichtiges außenpolitisches Instrument.
Das Vertragswerk gilt für mehr als zwei Drittel aller Entwicklungsländer. Die mit den AKP-Staaten kodifizierte Zusammenarbeit dient als ein Muster für die Kooperation der Europäischen Union mit anderen Entwicklungsländern, mit denen in der Regel Rahmenvereinbarungen getroffen wurden und werden. Für die Entwicklungsländer außerhalb des Kreises der AKP-Staaten ist es bedeutsam, dass das jetzt vereinbarte Abkommen die unterschiedliche Handelspolitik gegenüber den Entwicklungsländern spätestens vom Jahr 2007 an beseitigt.
Seit 2017 wird ein mögliches Folgeabkommens erörtert. An dessen Notwendigkeit bestehen jedoch Zweifel, da zum einen zahlreiche bilaterale Abkommen das Verhältnis der AKP-Staaten zur EU regeln, und des Weiteren inzwischen China zum mit Abstand bedeutendsten Investor geworden ist. Andererseits werden einige Vertragsbestandteile begrüßt und sollen fortgeführt werden, etwa der Bezug zu den Menschenrechten, das Rechtsstaatsprinzip oder die einseitig gewährten Handelserleichterungen.

## Samoa-Abkommen
Nach jahrelangen kontroversen Diskussionen wurde das Cotonou-Abkommen am 15. November 2023 durch das Samoa-Abkommen ersetzt. Es tritt ab 1. Januar 2024 vorläufig an die Stelle des Cotonou-Abkommens, das ursprünglich bereits im Februar 2020 auslaufen sollte, und bildet den neuen Rechtsrahmen für die nächsten zwanzig Jahre. Das Samoa-Abkommen ist der übergeordnete Rahmen für die Beziehungen der EU zu den Staaten in Afrika, im Karibischen Raum und im Pazifischen Ozean. Das neue Partnerschaftsabkommen regelt die Beziehungen der EU zu 79 Staaten. Dazu gehören 48 afrikanische, 16 karibische und 15 pazifische Länder.
Diese neue Vereinbarung besteht aus drei separaten Protokollen. Sie behalten die europäische Finanzierung des Sekretariats der Organisation der afrikanischen, karibischen und pazifischen Staaten bei und geben der EU gleichzeitig die volle Autorität darüber, wo ihre Entwicklungsgelder ausgegeben werden (das Abkommen stellt die Rechtsgrundlage für die Finanzierung der Europäischen Investitionsbank außerhalb der EU dar), unter anderem auch, um die Rückführung illegaler Migranten zu erleichtern. Der Text dieser neuen Vereinbarung wurde im April 2021 vereinbart, ihre Ratifizierung auf EU-Seite wurde jedoch durch Ungarn und Polen verzögert. Bei einem Treffen in Samoa im November 2023 unterzeichneten 44 AKP-Staaten das Abkommen.

## Rechtsquellen
- Voller Text des Cotonou-Abkommens (engl.) (Memento vom 3. Januar 2012 im Internet Archive)
- KOM (2000) 324 (26. Juni 2000, deutsche Fassung, auf parlament.gv.at)